# إنكار الهولودومور
إنكار الهولودومور هو الادعاء بأن المجاعة التي تسببت فيها السياسات البشرية في عامي 1932 و1933، والتي أودت بحياة ملايين الأشخاص في أوكرانيا السوفييتية، أو تقلل من حجمها وأهميتها. أنكرت حكومة الاتحاد السوفييتي رسميًا وقوع المجاعة، وقامت بقمع المعلومات المتعلقة بها منذ بدايتها وحتى ثمانينيات القرن العشرين. كما دعمت رواية الإنكار السوفييتي بعض الصحفيين والمثقفين الغربيين آنذاك، ومن بين هؤلاء الصحفيين، برز والتر دورانتي من صحيفة نيويورك تايمز، الذي ردد هذه المزاعم خلال فترة المجاعة.
وفقًا لجوري دوبتشانسكي، فإن إنكار الهولودومور يختلف بوضوح عن الدراسات الأكاديمية الجادة، حيث يتسم غالبًا بخطابات حادة ضد الغرب وأوكرانيا، ويصاحبه في كثير من الأحيان اتهامات بالتأثير الأجنبي أو التعاطف مع النازية أو وجود دوافع خفية.

## الاتحاد السوفياتي

#### التغطية على المجاعة
رد رئيس الدولة السوفييتي ميخائيل كالينين على العروض الغربية بتقديم الطعام بقوله "إن المحتالين السياسيين الذين يعرضون مساعدة أوكرانيا الجائعة، هم فقط القادرون على إنتاج مثل هذه العناصر الساخرة". بناء على تعليمات من ليتفينوف، نشر بوريس سكفيرسكي، مستشار السفارة السوفييتية التي افتتحت مؤخراً في الولايات المتحدة، رسالة في 3 يناير/كانون الثاني 1934، رداً على كتيب عن المجاعة. في رسالته، ذكر سكفيرسكي أن فكرة أن الحكومة السوفييتية "تقتل سكان أوكرانيا عمدًا" كانت "غريبة تمامًا". وزعم أن عدد سكان أوكرانيا كان يتزايد بمعدل سنوي بلغ 2% خلال السنوات الخمس السابقة، وأكد أن معدل الوفيات في أوكرانيا "كان الأدنى بين أي من الجمهوريات المكونة للاتحاد السوفييتي"، وخلص إلى أنه "كان أقل بنحو 35% من معدل الوفيات قبل الحرب في أيام القيصرية.
أصبح ذكر المجاعة جريمة يعاقب عليها بالسجن لمدة خمس سنوات في معسكرات العمل السوفييتية. وكان إلقاء اللوم على السلطات يعاقب عليه بالإعدام. كان ويليام هنري تشامبرلين مراسلاً لصحيفة كريستيان ساينس مونيتور في موسكو لمدة عشر سنوات؛ وفي عام 1934 تم نقله إلى الشرق الأقصى. بعد مغادرته الاتحاد السوفييتي كتب روايته عن الوضع في أوكرانيا وشمال القوقاز ( بولتافا ، وبيلا تسيركفا ، وكروبوتكين). نشر تشامبرلين لاحقًا كتابين: العصر الحديدي في روسيا وأوكرانيا: أمة مغمورة. في عام 1934، كتب في صحيفة كريستيان ساينس مونيتور أن "الأدلة على المجاعة واسعة النطاق كانت ساحقة للغاية، وقد أكدها الفلاحون بالإجماع لدرجة أن أكثر المسؤولين المحليين "قسوة" لم يتمكنوا من قول أي شيء ينكر ذلك".

#### التزوير وإخفاء الأدلة
لقد تم إخفاء العدد الحقيقي للقتلى. على سبيل المثال، في مفتشية كييف الطبية، تم تسجيل العدد الفعلي للجثث، 9472، على أنه 3997 فقط. كانت وحدة مكافحة الجريمة المنظمة متورطة بشكل مباشر في تدمير سجلات الميلاد والوفاة الفعلية، فضلاً عن معلومات كاذبة للتغطية على المعلومات المتعلقة بأسباب ونطاق الوفيات في أوكرانيا.
كان التعداد السكاني الذي أجري في يناير/كانون الثاني 1937، وهو الأول منذ 11 عاماً، يهدف إلى عكس إنجازات حكم ستالين. تم اعتقال وإعدام أولئك الذين قاموا بجمع البيانات، وهم إحصائيون كبار لديهم عقود من الخبرة، بما في ذلك ثلاثة رؤساء متعاقبين للإدارة المركزية للإحصاء السوفييتية . ظلت بيانات التعداد السكاني نفسها محفوظة لمدة نصف قرن في الأرشيف الاقتصادي للدولة الروسية.

#### الحملة السوفيتية في الثمانينيات
ظل الاتحاد السوفييتي ينكر وجود المجاعة حتى الذكرى الخمسين لتأسيسها في عام 1983، عندما قام المجتمع الأوكراني في جميع أنحاء العالم بتنسيق إحياء ذكرى المجاعة. مارست الجالية الأوكرانية ضغوطًا كبيرة على وسائل الإعلام والحكومات المختلفة، بما في ذلك الولايات المتحدة وكندا، لإثارة قضية المجاعة مع حكومة الاتحاد السوفيتي.
في فبراير1983، قدم ألكسندر ياكوفليف ، السفير السوفييتي في كندا، في تحليل سري بعنوان "بعض الأفكار المتعلقة بالإعلان عن جناح أوكرانيا السوفييتي في المعرض الدولي "الإنسان والعالم" الذي أقيم في كندا"، تشخيصًا لحملة يجري إعدادها لجذب الانتباه الدولي إلى المجاعة الأوكرانية والتي قادها المجتمع القومي الأوكراني. اقترح ياكوفليف قائمة من المقترحات الملموسة "لتحييد الأعمال الإيديولوجية المعادية للقوميين البرجوازيين الأوكرانيين".
بحلول أبريل 1983، كان مكتب وكالة أنباء نوفوستي السوفييتية قد أعد وأرسل بياناً صحفياً خاصاً ينفي حدوث المجاعة في أوكرانيا عام 1933. تم إرسال هذا البيان الصحفي إلى كل الصحف الكبرى ومحطات الإذاعة والتلفزيون وكذلك الجامعات في كندا. وقد تم إرسالها أيضًا إلى جميع أعضاء البرلمان الكندي.
في 5 يوليو 1983، أصدرت السفارة السوفييتية مذكرة احتجاج رسمية بشأن الافتتاح المخطط له لنصب تذكاري لضحايا المجاعة الكبرى في إدمونتون في محاولة لتشويه افتتاح النصب التذكاري.
في أكتوبر 1983، حاول المؤتمر العالمي للأوكرانيين بقيادة في يو دانيليف إنشاء محكمة دولية للحكم على الحقائق المتعلقة بالمجاعة الكبرى. وفي المؤتمر العالمي الرابع للأوكرانيين الذي عقد في ديسمبر 1983، تم تمرير قرار لتشكيل مثل هذه المحكمة الدولية.
يتذكر الرئيس الأوكراني السابق ليونيد كرافتشوك أنه كان مسؤولاً عن مواجهة حملة التثقيف العام التي شنتها الجالية الأوكرانية في ثمانينيات القرن العشرين، بمناسبة مرور 50 عامًا على المجاعة الإرهابية السوفييتية في عام 1983: "في أوائل الثمانينيات، بدأت العديد من المنشورات تظهر في الصحافة الغربية بمناسبة الذكرى الخمسين لواحدة من أكثر المآسي المروعة في تاريخ شعبنا. تم تشغيل آلة الدعاية المضادة، وكنت أحد عجلاتها ". لم يُنشر أول كتاب عن المجاعة في أوكرانيا إلا في عام 1989، بعد التغيير الكبير الذي حدث في الحزب الشيوعي الأوكراني عندما حل فولوديمير إيفاشكو محل فولوديمير شيربيتسكي وقرر المكتب السياسي أنه يمكن نشر مثل هذا الكتاب. ومع ذلك، حتى في هذا الكتاب، "لم تتم الموافقة على طباعة الصور الأكثر رعبًا، وانخفض عددها من 1500 إلى حوالي 350. في نهاية المطاف، بصفته رئيسًا لأوكرانيا، كشف كرافتشوك عن محاولات التغطية الرسمية وأعلن دعمه للإعتراف بالمجاعة، التي أطلق عليها اسم "هولودومور"، باعتبارها إبادة جماعية.

## الإنكار خارج الاتحاد السوفييتي

#### والتر دورانتي ونيويورك تايمز
وفقًا لباتريك رايت، وروبرت سي تاكر، ويوجين ليونز ، كان والتر دورانتي أحد أوائل منكري المجاعة الغربية، وقد فاز بجائزة بوليتسر في الصحافة عام 1932، في فئة المراسلات، عن تقاريره عن الاتحاد السوفييتي ووضع الخطة الخمسية. في عام 1932، كتب في صفحات صحيفة نيويورك تايمز أن "أي تقرير عن المجاعة في روسيا اليوم هو مجرد مبالغة أو دعاية خبيثة". قال إنه على الرغم من سوء الحصاد، ونقص الغذاء الناتج عنه، إلا أنه لم يرتفع إلى مستوى المجاعة وأنه "لا يوجد مجاعة فعلية أو وفيات بسبب المجاعة، ولكن هناك وفيات واسعة النطاق بسبب الأمراض الناجمة عن سوء التغذية". وقد شكك البعض في صحة التمييز الذي وضعه بين الموت بسبب الجوع والموت بسبب المرض الذي يتفاقم بسبب سوء التغذية.
وفي تقاريره، قلل دورانتي من أهمية تأثير نقص الغذاء في أوكرانيا. وكما كتب دورانتي في رسالة من موسكو في مارس/آذار 1933، "إن هذه الظروف سيئة، ولكن لا يوجد مجاعة" و"ولكن ـ وبكل قسوة ـ لا يمكنك صنع عجة دون كسر البيض".
وكتب دورانتي أيضًا تنديدات ضد أولئك الذين كتبوا عن المجاعة، متهمًا إياهم بأنهم رجعيون ودعاة مناهضون للبلشفية . في أغسطس/آب 1933، دعا الكاردينال ثيودور إينيتزر من فيينا إلى بذل جهود الإغاثة، مشيرًا إلى أن المجاعة في أوكرانيا كانت تودي بحياة "من المرجح أن يصل عددها إلى الملايين" وتدفع من ما زالوا على قيد الحياة إلى قتل الأطفال وأكل لحوم البشر . وفي 20 أغسطس/آب 1933، نقلت صحيفة نيويورك تايمز اتهامات إينيتزر ونشرت نفياً سوفييتياً رسمياً لهذه الاتهامات:"في الاتحاد السوفييتي ليس لدينا آكلي لحوم البشر ولا كرادلة ". وفي اليوم التالي، أضافت صحيفة التايمز نفي دورانتي نفسه
قال الصحفي البريطاني مالكولم موغيريدج ، الذي ذهب للعيش في الاتحاد السوفييتي عام 1932 كمراسل لصحيفة مانشستر غارديان وأصبح مناهضًا شرسًا للشيوعية، عن دورانتي إنه "كان يستمتع دائمًا بصحبته؛ كان هناك شيء قوي ومبهج وسخيف في عدم مصداقيته مما جعل كذبه المستمر ممتعًا إلى حد ما". وصف موغيريدج دورانتي بأنه "أعظم كذاب من أي صحفي قابلته في 50 عامًا من الصحافة".
تم إطلاق حملة دولية لسحب جائزة بوليتسر من دورانتي في عام 2003 من قبل الجمعية الأوكرانية الكندية للحريات المدنية وأنصارها. لكن الصحيفة رفضت التنازل عنها، قائلة إن دورانتي حصل على الجائزة عن سلسلة من التقارير عن الاتحاد السوفييتي، نُشر أحد عشر منها في يونيو/حزيران 1931. في عام 1990، نشرت صحيفة التايمز افتتاحية تصف عمله بأنه "أحد أسوأ التقارير التي ظهرت في هذه الصحيفة".

#### من قبل زوار بارزين للاتحاد السوفييتي
كما أن الكتاب البارزين من أيرلندا وبريطانيا الذين زاروا الاتحاد السوفييتي في عام 1934، مثل جورج برنارد شو وهربرت جورج ويلز، مسجلون أيضًا على أنهم ينكرون وجود المجاعة في أوكرانيا.
وكان السير جون ماينارد منكرًا آخر للمجاعة. في عام 1934، أعلنت وزارة الخارجية البريطانية في مجلس اللوردات أنه لا يوجد دليل يدعم الاتهامات ضد الحكومة السوفييتية بشأن المجاعة في أوكرانيا، استناداً إلى شهادة ماينارد، الذي زار أوكرانيا في صيف عام 1933 ورفض "حكايات الإبادة الجماعية بسبب المجاعة التي روج لها القوميون الأوكرانيون".
خلال زيارة إلى أوكرانيا تمت في الفترة ما بين 26 أغسطس - 9 سبتمبر 1933، قال رئيس الوزراء الفرنسي الأسبق إدوارد هيريوت إن أوكرانيا السوفييتية كانت "مثل حديقة في أوج ازدهارها". وصرح هيريوت للصحافة بأنه لم تكن هناك مجاعة في أوكرانيا، وأنه لم ير أي أثر لها، وأن هذا يدل على أن أعداء الاتحاد السوفييتي كانوا ينشرون الشائعة. وقال "عندما يعتقد البعض أن أوكرانيا تعاني من المجاعة، اسمحوا لي أن أهز كتفي". كان العدد الصادر في 13 سبتمبر 1933 من صحيفة برافدا قادرًا على كتابة أن هيريوت "تناقض بشكل قاطع مع أكاذيب الصحافة البرجوازية فيما يتعلق بالمجاعة في الاتحاد السوفييتي". وزعم الناشط المناهض للشيوعية هاري لانج ، الذي ادعى أنه زار أوكرانيا في نفس الوقت، أن هيريوت عُرضت عليه نسخة مُدارة بعناية من أوكرانيا تخفي آثار المجاعة والفقر.

#### دوغلاس توتل
في ثمانينيات القرن العشرين، كتب منظم النقابات والصحفي دوغلاس توتل بمساعدة السلطات السوفيتية  كتابًا يزعم أن المجاعة في أوكرانيا لم تكن إبادة جماعية،  تحت عنوان "الاحتيال والمجاعة والفاشية الأوكرانية"، ليتم نشره في أوكرانيا السوفيتية. ومع ذلك، قبل النشر النهائي، أصر مراجعو الكتاب في كييف على تغيير اسم الكتاب، مدعين أن "الفاشية الأوكرانية لم تكن موجودة أبدًا". رفض توتل تغيير الاسم، ونتيجة لذلك تأخر نشر الكتاب لعدة سنوات.
في عام 1987، نشر توتل كتابًا في تورنتو بكندا بعنوان الاحتيال والمجاعة والفاشية: أسطورة الإبادة الجماعية الأوكرانية من هتلر إلى هارفارد، من خلال دار نشر بروغرس. في مراجعة لكتاب توتل في المجلة الأوكرانية الكندية، التي نشرتها جمعية الكنديين الأوكرانيين المتحدين ، كتب ويلفريد سزيزني: "إن أفراد الجمهور العام الذين يريدون معرفة المزيد عن المجاعة، ومداها وأسبابها، وعن دوافع وأساليب أولئك الذين يريدون تحويل هذه المأساة إلى شيء آخر غير ما كانت عليه، سيجدون عمل توتل لا يقدر بثمن". ورد المؤرخ رومان سيربين قائلاً: "في عصر الجلاسنوست، لم يكن بوسع تشيزني أن يقدم لقرائه خدمة أسوأ من هذه". شبه سيربين كتاب توتل بكتاب خدعة القرن العشرين، وهو عمل ينكر الهولوكوست من تأليف آرثر بوتز. ظهرت بعض مواد توتل في مقالة نشرت عام 1988 في صحيفة فيليج فويس بعنوان "بحثًا عن محرقة سوفييتية: مجاعة عمرها 55 عامًا تغذي اليمين".
في عام 1988، عقد مؤتمر الأوكرانيين الأحرار العالمي غير الربحي لجنة تحقيق دولية في المجاعة التي حدثت في أوكرانيا خلال الفترة 1932-1933 لتحديد ما إذا كانت المجاعة موجودة وأسبابها. وقد تم فحص كتاب توتل خلال جلسة بروكسل للجنة، التي عقدت في الفترة ما بين 23 و27 مايو/أيار 1988، مع شهادات من شهود خبراء مختلفين. وزعم رئيس اللجنة البروفيسور جاكوب سوندبيرج أن توتل تلقى مساعدة من الحكومة السوفيتية، استنادًا إلى المعلومات الواردة في الكتاب والتي شعر أنها لن تكون متاحة للعامة بسهولة.

## السياسة والقانون الحديث

#### خلفية
لقد كانت قضية المجاعة الكبرى (هولودومور) نقطة خلاف بين روسيا وأوكرانيا، وكذلك داخل السياسة الأوكرانية. وفقًا لاستطلاعات الرأي، شهدت روسيا زيادة في المشاعر المؤيدة لستالين منذ عام 2000، حيث نظر أكثر من نصف الناس إلى ستالين بشكل إيجابي في عام 2015. منذ الاستقلال، أقرت الحكومات الأوكرانية عددا من القوانين التي تتناول المجاعة الكبرى والماضي السوفييتي.
بحلول عام 2009، أصبح إنكار المجاعة الكبرى مسألة تتعلق بسياسة الحكومة الروسية وموضوعًا لعمليات التضليل التي تقوم بها: 162 لا تعترف الحكومة الروسية بالمجاعة باعتبارها عملاً من أعمال الإبادة الجماعية ضد الأوكرانيين، بل تعتبرها "مأساة" أثرت على الاتحاد السوفييتي ككل. في عام 2008، زعمت رسالة من الرئيس الروسي دميتري ميدفيديف إلى الرئيس الأوكراني فيكتور يوشينكو أن "الأحداث المأساوية التي وقعت في ثلاثينيات القرن العشرين تُستخدم في أوكرانيا من أجل تحقيق أهداف سياسية آنية ومتوافقة".

#### أدب الإنكار
يتم تصنيف المنشورات باللغة الإنجليزية وفقًا لعناوين موضوعات مكتبة الكونجرس التي تميز بين إنكار المجاعة الكبرى ("الأعمال التي تناقش تقليص حجم وأهمية المجاعة الأوكرانية في عامي 1932 و1933 أو التأكيد على أنها لم تحدث.")، وأدب إنكار المجاعة الكبرى ("الأعمال التي تدعي مثل هذه الحقيقة").
في عام 2006، نشرت الجمعية العامة الأوكرانية للفكر الاشتراكي كتيبًا بعنوان "ميف أو غولودومور "(أسطورة المجاعة الكبرى) بقلم جي إس تكاتشينكو. وزعم المنشور أن القوميين الأوكرانيين والحكومة الأمريكية مسؤولون عن خلق "الأسطورة". نشر الصحفي الروسي يوري موخين كتابًا بعنوان "نساء الهولودومور الهستيريات"، حيث رفض الهولودومور باعتباره "رهابًا لروسيا" و"ورقة رابحة للنازيين الأوكرانيين". وزعم سيغيزموند ميرونين في كتابه الهولودومور في روسيا أن سبب المجاعة لم يكن سياسات ستالين، بل الفوضى التي أحدثتها السياسة الاقتصادية الجديدة.
نشرت وكالة سبوتنيك نيوز، وهي وسيلة إعلامية روسية حكومية، مقالاً ينكر شدة وأسباب المجاعة في أوكرانيا.
"أراضي الدم : أوروبا بين هتلر وستالين" هو كتاب من أكثر الكتب مبيعاً في عام 2010 من تأليف المؤرخ تيموثي سنايدر من جامعة ييل. إن الفصل الذي يتناول المجاعة التي ضربت أوكرانيا في أوائل ثلاثينيات القرن العشرين في ظل الاتحاد السوفييتي يدخل في تفاصيل كبيرة، لكن مصطلح "هولودومور" الذي يستخدمه سنايدر يتجنبه تماماً ولا يفسر السبب في ذلك.

#### قوانين ضد الإنكار
إن إنكار المجاعة الكبرى هو شكل من أشكال النفي التاريخي تزوير أو تحريف السجل التاريخي للجرائم ضد الإنسانية- وبالتالي فهو يخضع للعقوبة القانونية في بعض البلدان.  يجعل إنكار المجاعة الكبرى علناً أمراً غير قانوني، ويعتبرها إهانة لذكرى الضحايا وإذلالاً لكرامة الشعب الأوكراني.
في نوفمبر 2022، اعترفت ألمانيا بالمجاعة الكبرى باعتبارها إبادة جماعية، في نفس الوقت الذي عدلت فيه قانونًا لتجريم الموافقة على جرائم الحرب وحالات الإبادة الجماعية وإنكارها و"التقليل منها بشكل صارخ" في الفقرة 5 الجديدة من القانون الجنائي الألماني.